# Vassílis Makrídis
Vassílis Makrídis (grec moderne : Βασίλης Μακρίδης, né le 26 mars 1939 à Véria, en Grèce) est un skieur alpin grec.
Il a représenté son pays lors des Jeux olympiques d'hiver de 1964 à Innsbruck en Autriche, où il a terminé 78e en slalom géant, et 56e ex aequo en slalom spécial.